# Sáric
Sáric è un comune del Messico, situato nello stato di Sonora.